# ヤマゴボウ属
ヤマゴボウ属(やまごぼうぞく、学名: Phytolacca)は、ナデシコ目ヤマゴボウ科に属する双子葉植物の一つで、35種がこの属に属する。日本では帰化したものを含めて3種類を見ることができる。

## 主な種
- メキシコヤマゴボウ[1]/ベラウンブラ（bella umbra）[2] Phytolacca dioica L. (別名：ヤマゴボウノキ) - 南米原産。雌雄異株。高さ15mほどに育ち、木のようになる。
- ヤマゴボウ P. acinosa Roxb.（シノニム: P. esculenta Van Houtte）[3][4]- 中国原産。果実は偏球形、心皮は互いに離生し、種子は平滑[5]。
- マルミノヤマゴボウ P. japonica Makino - 日本在来種。果実は球形、心皮は互いに合着し、種子の表面に同心円状の縞模様がある[5]。
- ヨウシュヤマゴボウ P. americana L. (別名：アメリカヤマゴボウ) - 花序は花時にほぼ直立するが、果時には下垂する[5]。

## 画像

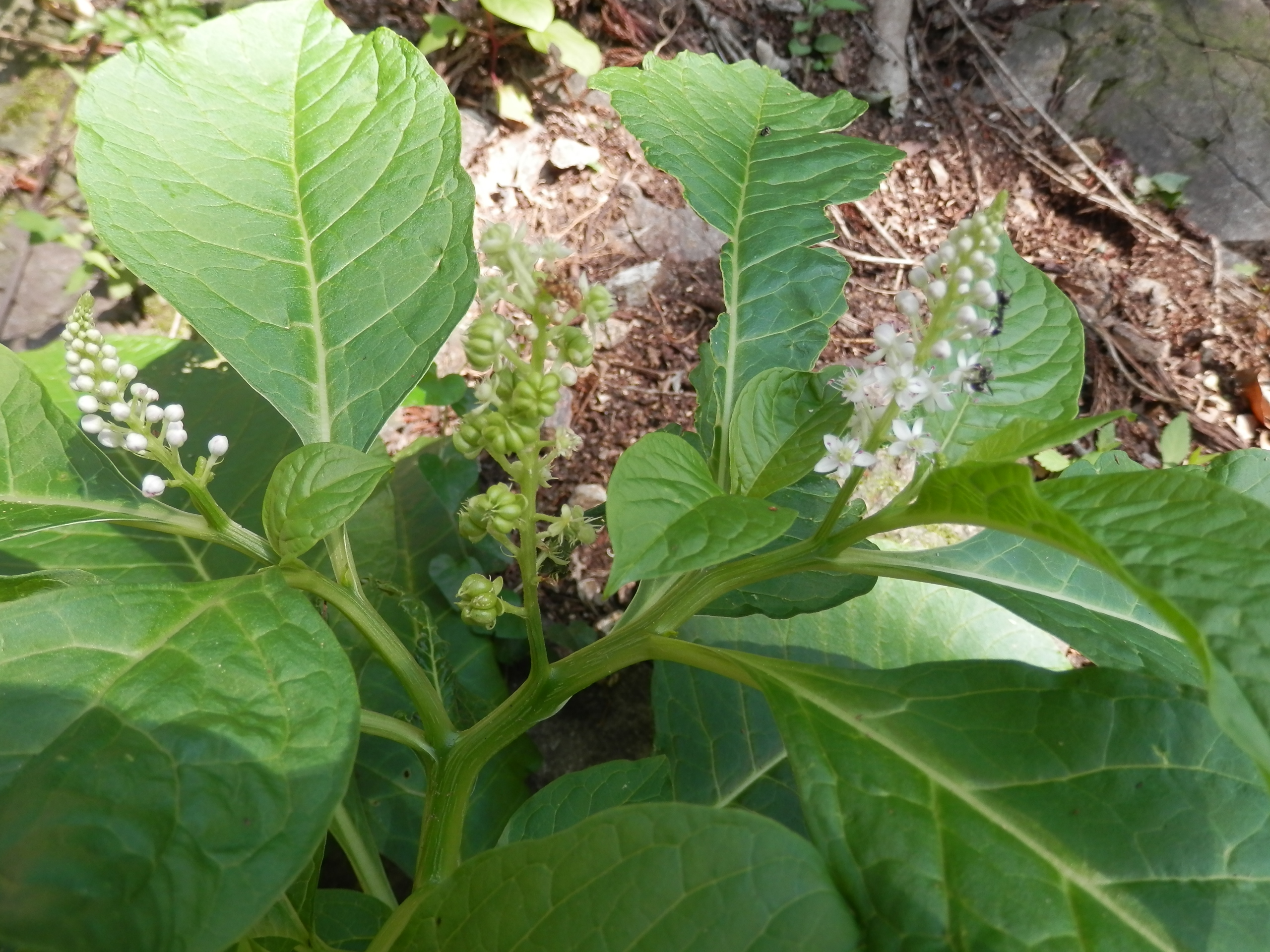
ヤマゴボウの蕾と実と花